# Passade (Fluss)
Die Passade ist ein zusammen mit seinem längeren rechten Oberlauf 15 km langer, orografisch linker Nebenfluss der Bega in Ostwestfalen-Lippe.

## Name
Das Gewässer wurde 1533 als Bessae erstmals schriftlich erwähnt. Die Deutung des Namens ist unsicher. Möglicherweise setzte er sich ursprünglich aus dem Personennamen Basso und der Endung -aha für 'Fließgewässer' zusammen.

## Geographie
Der längere rechte Oberlauf Dorla der Passade entspringt im Moerholz im Horn-Bad Meinberger Ortsteil Fissenknick und fließt von dort aus in nördliche Richtung. Dabei erreicht er Detmolder Stadtgebiet, durchfließt bzw. passiert Ober- und Niederschönhagen und Altenkamp. Nach dem Zufluss gegenüber von Obernhausen des linken Oberlaufs Mosebecke wird das Gewässer Passade genannt. In weiterhin nördlichem Lauf durchzieht diese Biesen und Unterwiembeck und mündet bei Kilometer 23,3 im Lemgoer Stadtteil Voßheide von links in die Bega.

## Umwelt
Das Quellgebiet der Dorla (10,6 ha) und das Marpe- und Passadetal (90 ha) stehen unter Naturschutz.
Die Passade wird nahezu auf gesamter Fließstrecke in die Gewässergüteklasse II eingeordnet, welches bedeutet, dass sie mäßig verschmutzt ist. Eine Ausnahme bildet der Abschnitt zwischen Einmündung der Mosebecke und des Brokhauser Baches, der der Güteklasse II-III (kritisch belastet) zugeordnet wird.
Das Landesamt für Natur, Umwelt und Verbraucherschutz NRW betreibt einen Pegel an der Passade. Dieser befindet sich im Lemgoer Stadtteil Voßheide und ist zugleich ein gewässerkundlicher Pegel, dessen Daten online abgerufen werden können.

## Zuflüsse
Im Folgenden werden die Nebenflüsse der Passade aufgeführt, flussabwärts betrachtet:
- Dorla – rechter Oberlauf (Hauptstrang)
  - Hombergbach – 1,045 km langer, rechter Nebenfluss
  - Hagenbach – 0,276 km langer, linker Nebenfluss
  - Sassenbach – 0,396 km langer, rechter Nebenfluss
  - Diestelbruchbach – 2,533 km langer, linker Nebenfluss
  - Ellernbach – 0,786 km langer, rechter Nebenfluss
- Mosebecke – 3,463 km langer, linker Oberlauf (Nebenstrang)
- Broker Bach – 4,253 km langer, linker Nebenfluss
- Knickbach – 1,501 km langer, rechter Nebenfluss
- Schnepfenbach – 1,11 km langer, rechter Nebenfluss
- Krebsbach – 2,205 km langer, linker Nebenfluss
- Marpe – 10,76 km langer, rechter Nebenfluss
  - Donope – rechter Nebenfluss
- Lütter Bach – 3,872 km langer, rechter Nebenfluss

(Alle Längenangaben gemäß Landesvermessungsamt Nordrhein-Westfalen )